# 121 Dywizja Piechoty (III Rzesza)
121 Dywizja Piechoty (niem. 121. Infanterie-Division) – niemiecka dywizja z czasów II wojny światowej,

## Formowanie i walki
Sformowana na mocy rozkazu z 1 października 1940, w 5. fali mobilizacyjnej na poligonie pod Münster w X Okręgu Wojskowym.
Dywizja weszła w skład Grupy Armii Północ i wraz z nią w 1941 wzięła udział w ataku na ZSRR. Walczyła m.in. o Mgę, Wołchow i pod Leningradem. W rejonie Dźwiny i Dźwińska atakowała 21 Korpus Pancerny Armii Czerwonej, zadając mu znaczne straty. W czasie kontrataku wykonanego w rejonie Dyneburga przez oddział Armii Czerwonej, został zabity dowódca dywizji gen. por. Otto Lancelle.
W 1944 brała udział w walkach odwrotowych i utknęła zdziesiątkowana w kotle kurlandzkim, gdzie dotrwała do końca wojny. 12 maja 1945 żołnierze z 121 DP zaprzestali walki i znaleźli się wśród 135 000 żołnierzy niemieckich którzy oddali się do niewoli Armii Czerwonej. Ostatni dowódca 121 DP, gen. mjr Ottomar Hansen został zwolniony z niewoli radzieckiej w 1955.

## Skład dywizji
Struktura organizacyjna w  październiku 1940:
- 405., 407. i 408. pułk piechoty, 121. pułk artylerii, 121. batalion pionierów, 121. oddział rozpoznawczy, 121. oddział przeciwpancerny, 121. oddział łączności, 121. polowy batalion zapasowy;

Struktura organizacyjna w  październiku 1942:
- 405., 407. i 408. pułk grenadierów, 121. pułk artylerii, 121. batalion pionierów, 121. oddział szybki oddział, 121. oddział łączności, 121. polowy batalion zapasowy.

## Dowódcy dywizji
Dywizja dowodzili:
- gen. por. Kurt Jahn 5 X 1940 – 6 V 1941;
- gen. por. Otto Lancelle 6 V 1941 – 8 VII 1941 †;
- gen. por. Martin Wandel  8 VII 1941 – 11 XI 1942;
- gen. por. Hellmuth Prieß 11 XI 1942 – III 1944;
- gen. mjr Ernst Pauer von Arlau III 1944 – 1 VI 1944;
- gen. por. Rudolf Bamler 1 VI 1944 – 27 VI 1944, dostał się do niewoli;
- gen. por. Hellmuth Prieß 27 VI 1944 – 10 VII 1944;
- gen. por. Theodor Busse 10 VII 1944 – 1 VIII 1944;
- gen. por. Werner Ranck 1 VIII 1944 – 30 IV 1945;
- gen. mjr Ottomar Hansen 30 IV 1945 – 8 V 1945, dostał się do niewoli